# توت (شهر مصري)
توت الشهر الأول في التقويم المصري. نسبة إلى الإله تحوت، إله الحكمة والعلوم والفنون والاختراعات ومخترع الكتابة ومقسم الزمن، ويصور بشكل رجل رأسه رأس طائر أبو منجل المقدس.
وكان يحتفل باليوم الأول منه ويستمر الاحتفال به أسبوعا، حتى أيام الظاهر بيبرس الذي منع الاحتفال به عام 1100م، لتطرف الغوغاء في استخدام الحرية، ثم عاود الأقباط إحيائه في مصر ويسمى (النيروز) وهي كلمة مشتقة من الكلمة القبطية ”ني-ياروؤو“ ومعناها ”الأنهار“. ويوافق اليوم الأول من شهر توت لدى الأقباط الاحتفال بعيد الشهداء، حيث يأكل الأقباط البلح الأحمر الذي يرمز خارجه الأحمر لدم الشهداء وقلبه الأبيض لنقاوتهم وبذرته الصلبة لصلابة إيمانهم.

## اقرأ أيضا
- فصل الفيضان